# Боровська Новинка
Боровська Новинка (рос. Боровская Новинка) — присілок в Хвойнинському районі Новгородської області Російської Федерації.
Населення становить 5 осіб. Входить до складу муніципального утворення Боровське сільське поселення.

## Історія
Від 2005 року входить до складу муніципального утворення Боровське сільське поселення

## Населення
1. Н/Д[2]